# Таро, Жером
Жером Таро (настоящее имя Эрнест Таро — фр. Jérôme Tharaud, Ernest Tharaud, 18 мая 1874, Сен-Жуньян, Верхняя Вьенна, Франция — 28 января 1953, Париж) — французский писатель, лауреат Гонкуровской премии (1906, вместе с братом Жаном Таро). Член Французской академии.

## Биография
Жером Таро, как и его брат Жан, родился в регионе Лимузен. Их окрестили Эрнестом и Шарлем. Впоследствии Шарль Пеги предложил им изменить имена и назваться Жеромом и Жаном (в честь апостола и евангелиста Иоанна. Когда в 1880 году умер отец братьев, мать вместе с детьми переехала к своему отцу — директору Ангулемского имперского лицея.
Жером Таро учился сначала в этом лицее, а затем в парижском колледже Сент-Барб. В 1896 году поступил по конкурсу на отдел литературы Высшей нормальной школы.
Получив образование, в 1899 году он занял должность преподавателя в Бухарестском университете, а в 1903 году вернулся во Францию и стал профессиональным литератором.
Потерпев неудачу как кандидат в члены Французской академии в 1923 году и проиграв Абелю Боннару в соревновании за место Ле-Гоффика в 1932 году, Жером Таро стал академиком 1 декабря 1938 года, набрав девятнадцать голосов против пяти у Фернана Грега и сменив в кресле № 31 Жозефа Бедье. 18 января 1940 Жорж Дюамель передал это кресло Жерому Таро. В книжке «La Vieille Dame du quai Conti» («Старая дама с набережной Конти») историк Ле Дюк де Кастри (фр. Le Duc de Castries) пишет, что кандидатура Жерома Таро сначала вызвала у академиков сомнения, поскольку, собственно говоря, этот писатель — не что иное, как «половина автора». В конце концов, остановились на том, что в ряды академиков сначала выберут Жерома, а впоследствии, когда будет возможность, и Жана.